# Les Quatre Columnes
Les Quatre Columnes, també conegudes com les Columnes de Puig i Cadafalch, es troben al costat de la Font Màgica de Montjuïc, a Barcelona. Reconstruïdes el 2010, reprodueixen les aixecades el 1919 per l'arquitecte Puig i Cadafalch a pocs metres de distància, que van ser enderrocades el 1928 durant la dictadura de Primo de Rivera, un any abans de l'inici de l'Exposició Universal de 1929. Simbolitzen les quatre barres de la Bandera de Catalunya i inicialment estaven destinades a convertir-se en un dels símbols del catalanisme.

## Història i descripció

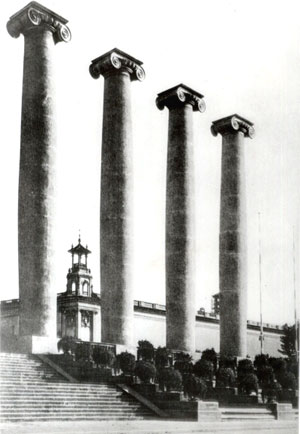
Les Quatre Columnes originals

### Construcció
El 1915, Puig i Cadafalch va presentar un projecte d'urbanització de la muntanya de Montjuïc per a celebrar-hi una exposició el 1917 centrada sobre el tema de l'electricitat i les indústries elèctriques, amb l'objectiu de presentar Barcelona al món com a capital del Mediterrani, i Catalunya com un país amb un govern modern, la Mancomunitat.  Un dels primers elements a ser construïts van ser les columnes, fetes amb maons arrebossats, que imitaven la pedra, i tenien 20 m d'alçada i 2,5 m de diàmetre. L'arquitecte tenia pensat coronar-les amb quatre victòries alades, projecte que no es va arribar a realitzar. Situades a la plaça de les Belles Arts, havien de representar Catalunya: la columnata representaria l'herència grega i un edifici amb cúpula homenatjaria l'herència romana. El projecte global havia de tenir el seu moment àlgid com a eix central de la futura Exposició.

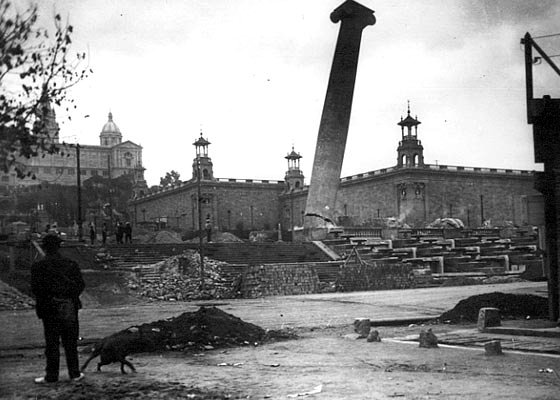
Enderrocament de la darrera columna.

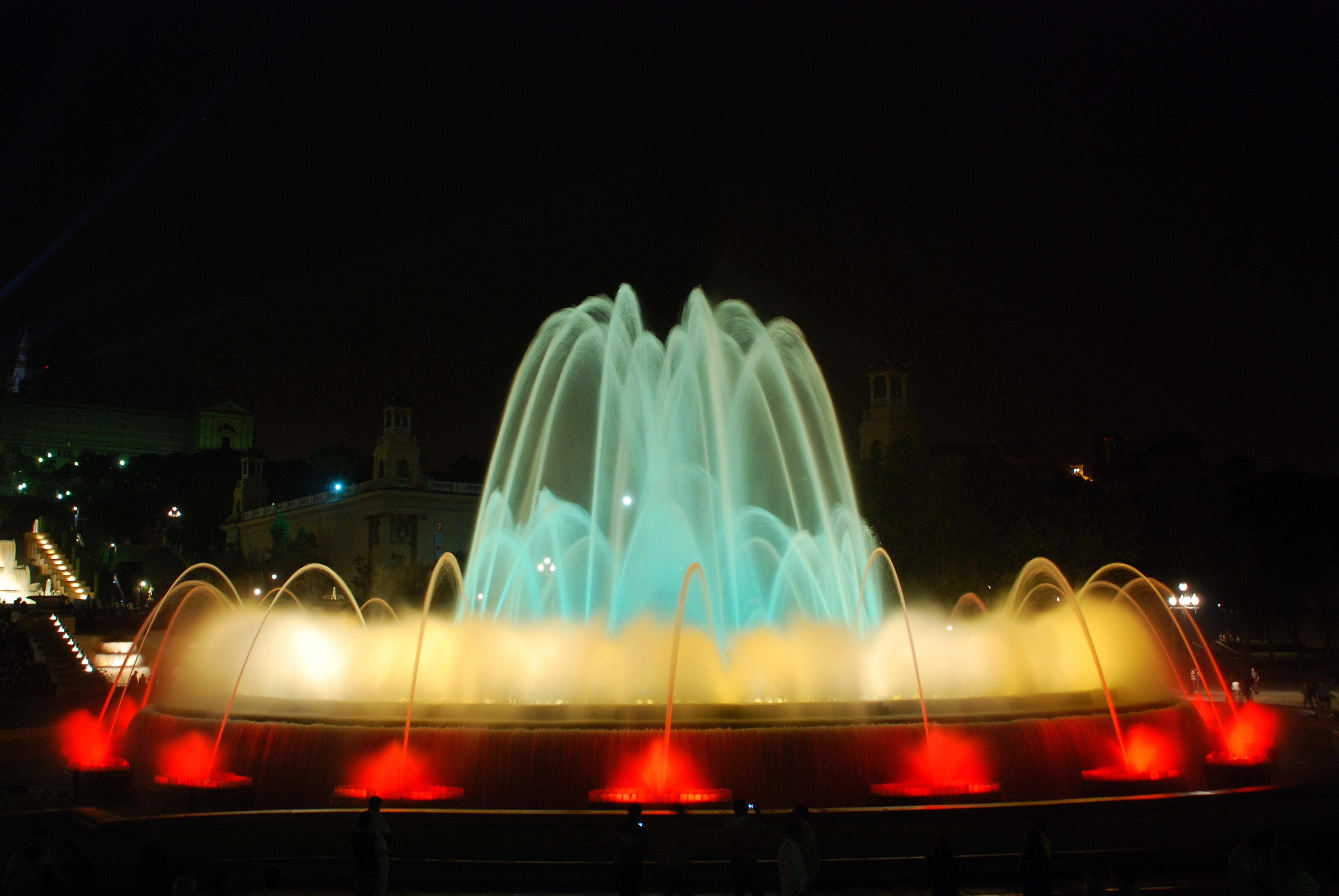
La Font Màgica ocupa el lloc on inicialment es van construir les Quatre columnes

El pas del temps deixà obsolet l'objectiu de dedicar l'exposició exclusivament a les indústries elèctriques, i el 1925 es va decidir que es denominaria Exposició Internacional de Barcelona, dedicant-la a tres vessants: la indústria, els esports i l'art. En aquest nou període, Puig i Cadafalch va ser relegat per les seves idees catalanistes i la seva vinculació amb la Mancomunitat, i l'organització recaigué en mans del marquès de Foronda. Aleshores, Pere Domènech i Roura, fill de Lluís Domènech i Montaner, va ser nomenat director de les obres.

### Enderrocament
Les columnes van ser enderrocades l'any 1928, poc abans d'una visita  a la ciutat de Primo de Rivera, que durant la seva dictadura va ordenar eliminar sistemàticament tots els símbols públics de catalanisme, per tal que no tinguessin el ressò mediàtic que podia donar-los l'Exposició Internacional. Encara que Puig i Cadafalch va acomiadar personalment Primo de Rivera a l'estació demanant-li ser un «Milans del Bosch per tot el país», una sèrie de desavenències polítiques i de traïcions i aliances posteriors van fer-li perdre el tracte favorable.

### Reconstrucció

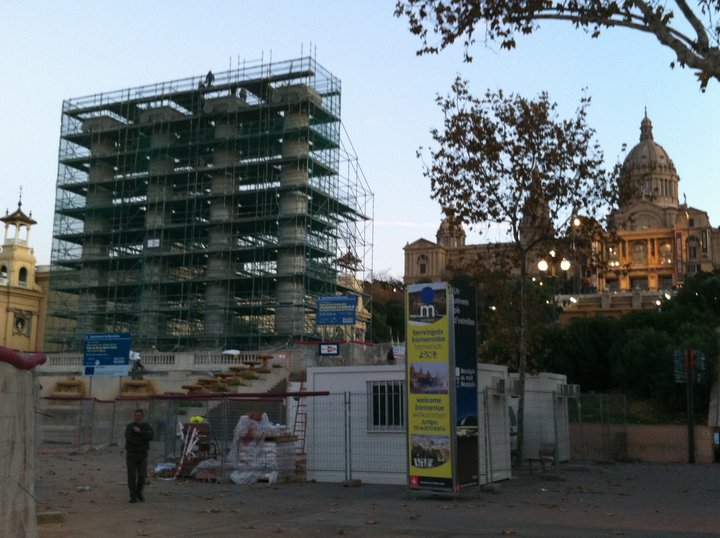
Procés de reconstrucció de les 4 Columnes

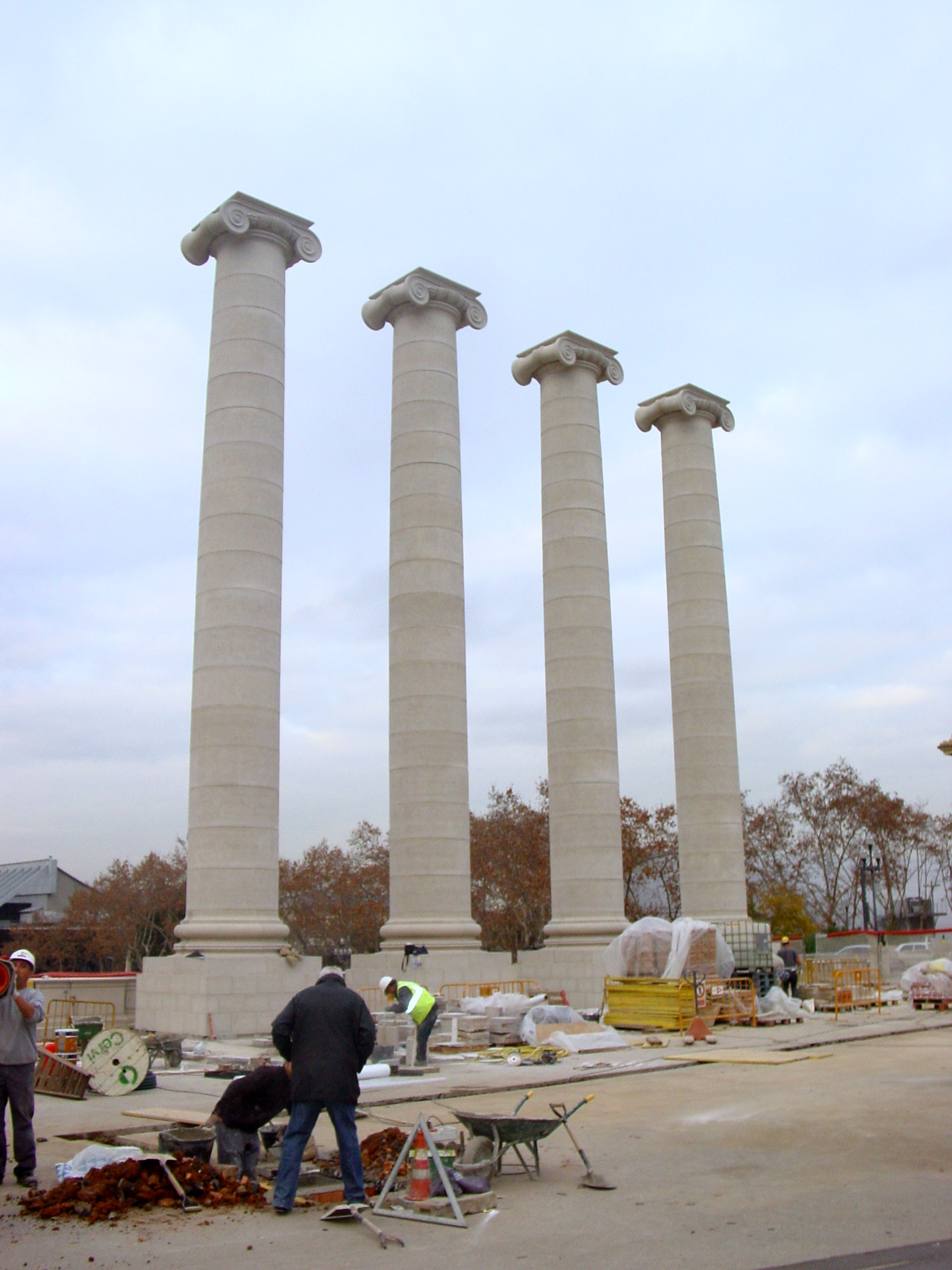
Operaris finalitzant les obres de reconstrucció

Amb el restabliment de la democràcia, van sorgir diverses veus que proposaven reconstruir les columnes, i fins i tot l'Ajuntament de Barcelona en va aprovar la restitució el 1994, però no es va arribar a un acord sobre la ubicació més adequada.
L'any 2001, l'arquitecte Joaquim Espanyol va presentar un projecte de restitució, però fou desestimat per la classe política. Un any després, el 2002, la Xarxa d'Entitats Cíviques i Culturals dels Països Catalans pels Drets i les Llibertats Nacionals, que representava més de seixanta associacions, va començar a demanar adhesions, signatures i suport per la reconstrucció. Progressivament, diverses personalitats del món de la política i la cultura, com Jordi Pujol, Pasqual Maragall, Ernest Benach, Gabriel Ferraté, Vicent Partal, Antoni Tàpies, Isabel-Clara Simó i Josep Maria Ainaud de Lasarte, entre d'altres, van donar suport a la iniciativa. El 9 de novembre de 2005, el Parlament de Catalunya va aprovar una resolució sobre la possible recuperació del monument, i un any després l'Ajuntament de Barcelona va assegurar que el 2007, 50è aniversari de la mort de Puig i Cadafalch, seria un bon any per reconstruir les columnes. Es van iniciar llavors converses entre Ferran Mascarell, llavors regidor de Cultura de l'ajuntament, i els responsables de la xarxa cívica.
Durant el 2007, l'Institut d'Estudis Catalans va organitzar l'exposició itinerant Puig i Cadafalch arquitecte i polític i el monument de les quatre columnes de Montjuïc, que es va poder veure, entre altres llocs, a l'Ateneu Barcelonès, a Mataró, Girona, la Bisbal d'Empordà i Les Borges Blanques. El 27 de juny del 2008, el Parlament de Catalunya va aprovar una proposició no de llei, amb el suport de tots els partits polítics i presentada per ERC, per a promoure la restitució de les Quatre Columnes, en homenatge als patriotes catalans. El 2009 es va presentar un projecte de l'equip d'arquitectes Rosselló-Sangenís, seguint l'original de Puig i Cadafalch i alguns manuals de construcció clàssica. Sapic va ser l'empresa encarregada de l'execució.
Començades les obres durant el primer trimestre del 2010, inicialment es va preveure inaugurar el monument per la diada de l'Onze de Setembre o la Mercè, però finalment es van allargar.  La reconstrucció, amb un pressupost de 2,5 milions d'euros, es va fer amb anells de pedra artificial -una barreja de ciment, granit i marbre blanc- col·locats a pes amb una grua i entrellaçats mitjançant peces metàl·liques. Tot i això, es van erigir a la plaça del Marquès de Foronda, entre la Font Màgica i el Palau Nacional de Montjuïc, una mica més amunt de l'emplaçament original. L'alçada definitiva de les columnes, incloent-hi el pedestal, és de 20 m. Es van inaugurar oficialment el diumenge 27 de febrer del 2011, amb la presència d'Artur Mas, president de la Generalitat, Núria de Gispert, presidenta del Parlament de Catalunya, i Jordi Hereu, alcalde de Barcelona.
A la base d'una de les columnes hi figura la inscripció:
| « | Restitució, com a acte de justícia històrica, de les quatre columnes enderrocades per la dictadura l'any 1928 pel seu caràcter de símbol de Catalunya | » |

## Altres construccions

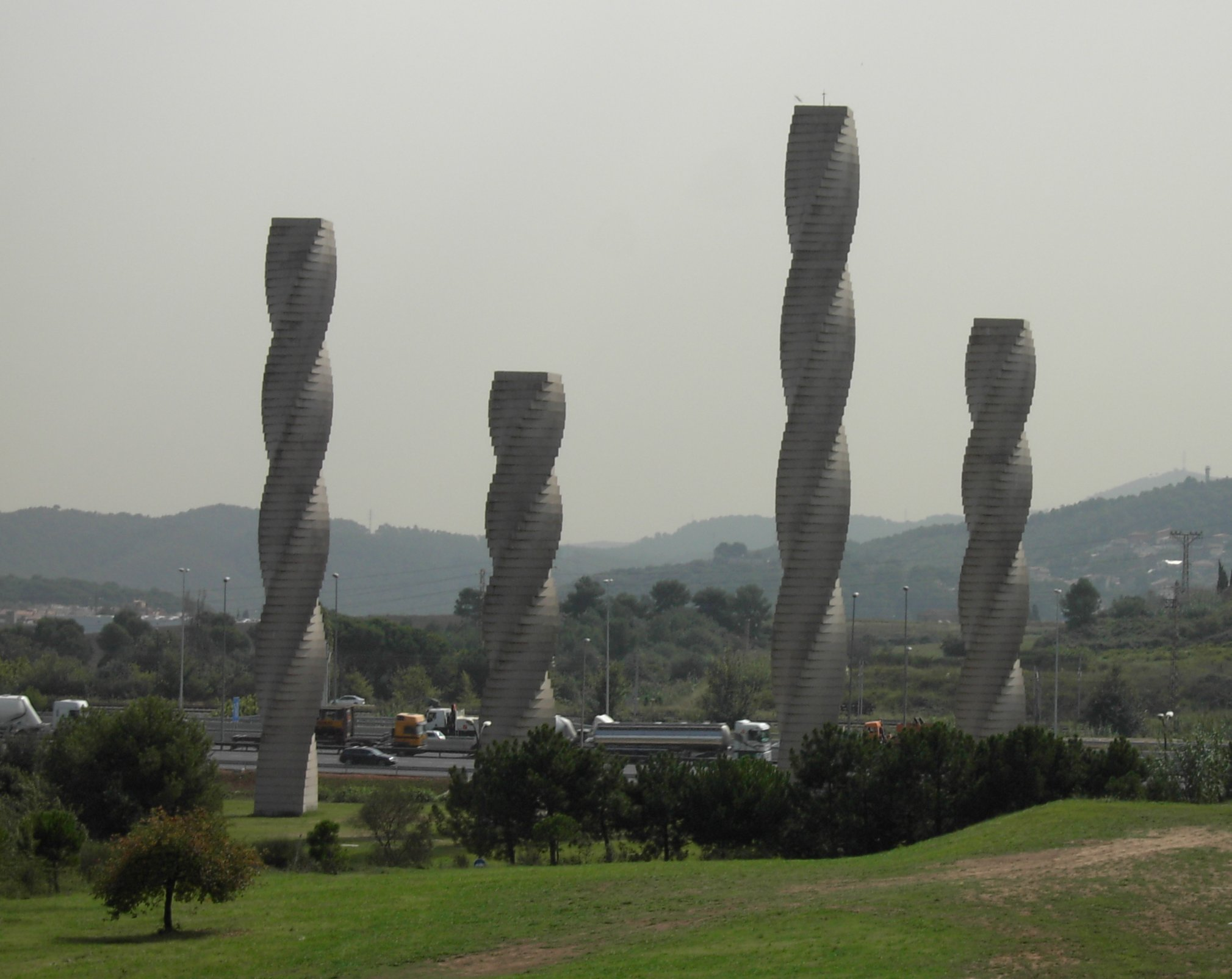
Les Columnes de Bellaterra, de la Universitat Autònoma de Barcelona

El 1999, la Universitat Autònoma de Barcelona va aixecar l'escultura Columnes de Bellaterra al campus de Bellaterra en homenatge a les de Puig i Cadafalch. Són obra de l'escultor valencià Andreu Alfaro. També hi ha una escultura en una línia similar al costat de l'Hotel Vela a Barcelona, anomenada Les quatre barres de la senyera catalana (2009), de l'arquitecte català Ricard Bofill i Leví.
Altres monuments a l'espai públic jugant amb columnes i les 4 barres son: el monument Escut de la Balconada (1979), de Josep Maria Subirachs, a Manresa; el monument Països Catalans (1981), d'Andreu Alfaro, a Tàrrega; el Monument a la Generalitat (1982), de Josep Maria Subirachs, a Cervera; i la Porta dels Països Catalans (2003), d'Emili Armengol, a Salses.